# Packet Tracer
Packet Tracer – symulator sieci, urządzeń sieciowych Cisco oraz Internet rzeczy (IoT).
Program wydany i rozwijany przez Cisco Systems. Od 2017 roku jest udostępniany bezpłatnie dla każdego, kto posiada konto w Cisco Networking Academy. Wcześniej dostępny był tylko dla uczestników szkoleń Akademii Sieci Cisco.
Wykorzystywany jest głównie do szkoleń i edukacji, a także do symulacji i wizualizacji małych, średnich i dużych sieci komputerowych, nauki podstawowych i zaawansowanych zasad sieci, konfiguracji urządzeń sieciowych i IoT oraz nauki cyberbezpieczeństwa.